# بوصير كريتي
البوصير الكريتي (باللاتينية: Verbascum creticum) نوع نباتي يتبع جنس البوصير من الفصيلة الغدبية.

## الموئل والانتشار
موطنه المغرب العربي وجنوب غرب أوروبا.

## مرادفات للاسم العلمي
- (باللاتينية: Celsia australis auct.)
- (باللاتينية: Celsia cavanillesii Kunze)
- (باللاتينية: Celsia cretica L.f.)
- (باللاتينية: Celsia cretica L.)
- (باللاتينية: Celsia cretica var. pinnatisecta Batt.)
- (باللاتينية: Celsia demnatensis (Maire & Murb.) Maire & Murb.)
- (باللاتينية: Celsia laciniata Coss. ex Ball [Invalid])
- (باللاتينية: Celsia lyrata (Lam.) G.Don)
- (باللاتينية: Celsia lyrata var. demnatensis (Maire & Murb.) Maire & Murb.)
- (باللاتينية: Celsia sinuata Cav.)
- (باللاتينية: Celsia sinuata var. demnatensis Maire & Murb.)
- (باللاتينية: Ditoxia cretica (L.f.) Raf. ex Desv.)
- (باللاتينية: Ditoxia lyrata (Lam.) Raf.)
- (باللاتينية: Lasiake lyratum (Lam.) Raf.)
- (باللاتينية: Thapsandra cretica (L.f.) Griseb.)
- (باللاتينية: Verbascum lyratum Lam.)
- (باللاتينية: Verbascum pinnatisectum (Batt.) Benedí)